# Rivière Saint-Jean (vattendrag i Kanada, Québec, lat 45,87, long -73,28)
Rivière Saint-Jean är ett vattendrag i Kanada.   Det ligger i provinsen Québec, i den sydöstra delen av landet, 190 km öster om huvudstaden Ottawa.
Runt Rivière Saint-Jean är det ganska tätbefolkat, med 100 invånare per kvadratkilometer.